# Мусина (местный муниципалитет)
Мусина (англ. Musina Local Municipality, венда Mmušôselegae wa Musina) — местный муниципалитет в районе Вхембе провинции Лимпопо, ЮАР. Административный центр — город Мусина, расположенный на границе с Зимбабве.

## География
Муниципалитет занимает площадь 7 577 км² на крайнем севере ЮАР и имеет следующие географические особенности:
- Граничит с Зимбабве на севере
- Через территорию протекает река Лимпопо
- Преобладает саванный ландшафт
- Климат жаркий, с температурами до +40 °C летом

## Экономика
Основные отрасли экономики:
- Добыча полезных ископаемых (медь, железная руда, уголь)
- Приграничная торговля с Зимбабве
- Сельское хозяйство (скотоводство, выращивание цитрусовых)
- Транспортный логистический узел (железнодорожный терминал)

## Население
По данным переписи 2016 года:
- Население: 57 195 чел.
- Плотность: 7,5 чел./км² (одна из самых низких в провинции)
- Основной народ: венда (85 %)
- Уровень безработицы: ~35 %

## Транспорт и инфраструктура
- Пограничный переход Бейтбридж (крупнейший сухопутный переход в Африке)
- Железнодорожная станция Мусина
- Национальная дорога N1 (соединяет с Преторией)
- Аэропорт местного значения

## Достопримечательности
- Национальный парк Мапунгубве (объект Всемирного наследия ЮНЕСКО)
- Термальные источники
- Культурные деревни народа венда